# سید مهدی فرشادان
سید مهدی فرشادان فرزند مرحوم سید علی فرشادان (زادۀ ۱ مهر ۱۳۵۳در محله بردشت سنندج می باشد.) سیاستمدار ایرانی است. او نمایندۀ دورۀ دهم و یازدهم مجلس شورای اسلامی از حوزۀ انتخابیۀ سنندج، دیواندره و کامیاران است.